# Petri Kotwica
Pour les articles homonymes, voir Kotwica.
Petri Kotwica, né en 1964 à Pargas (Finlande), est un réalisateur et scénariste finlandais.
Il est surtout connu pour son film Black Ice (Musta jää) de 2007 pour lequel il a reçu les prix Jussi du meilleur réalisateur et du meilleur scénariste.